# Laura Süßemilch
Laura Süßemilch (Weingarten, 23 febbraio 1997) è una pistard e ciclista su strada tedesca che corre per la Hess Cycling Team. Nella specialità dell'inseguimento a squadre su pista è stata campionessa del mondo ed europea 2021.

## Palmarès

### Pista
- 2014 (Juniores)

Campionati tedeschi, Scratch Junior
Campionati tedeschi, Inseguimento individuale Junior
Campionati tedeschi, Corsa a punti Junior
- 2015 (Juniores)

Campionati tedeschi, Inseguimento a squadre Junior (con Franziska Brauße, Katja Breitenfellner e Isabell Linda Seif)
Campionati tedeschi, Corsa a punti Junior
- 2016

Campionati tedeschi, Inseguimento a squadre (con Sofie Mangertseder, Tatjana Paller e Katja Breitenfellner)
- 2021

Campionati europei, Inseguimento a squadre (con Franziska Brauße, Lisa Brennauer, Lena Charlotte Reißner e Mieke Kröger)
Campionati del mondo, Inseguimento a squadre (con Franziska Brauße, Lisa Brennauer e Mieke Kröger)
- 2022

1ª prova Coppa delle Nazioni, Inseguimento a squadre (Glasgow, con Franziska Brauße, Lisa Klein e Mieke Kröger)
Campionati tedeschi, Scratch
Campionati tedeschi, Inseguimento a squadre, con Lana Eberle, Lisa Brennauer e Lea Lin Teutenberg)
- 2025

Coppa delle Nazioni, Inseguimento a squadre (Konya, con Franziska Brauße, Lisa Klein e Messane Bräutigam)

## Piazzamenti

### Grandi Giri
- Tour de France

2022: ritirata (2ª tappa)

### Competizioni mondiali
- Campionati del mondo su pista

Roubaix 2021 - Inseguimento a squadre: vincitrice
Glasgow 2023 - Inseguimento a squadre: 7ª
Glasgow 2023 - Inseguimento individuale: 14ª
Ballerup 2024 - Inseguimento a squadre: 2ª
- Giochi olimpici

Parigi 2024 - Inseguimento a squadre: 6ª

### Competizioni europee
- Campionati europei su pista

Anadia 2017 - Inseguimento a squadre Under-23: 3ª
Anadia 2017 - Corsa a eliminazione Under-23: 7ª
Aigle 2018 - Inseguimento individuale Under-23: 4ª
Aigle 2018 - Inseguimento a squadre Under-23: 3ª
Gand 2019 - Inseguimento individuale Under-23: 5ª
Gand 2019 - Inseguimento a squadre Under-23: 3ª
Gand 2019 - Corsa a punti Under-23: 12ª
Grenchen 2021 - Inseguimento a squadre: vincitrice
Grenchen 2021 - Corsa a punti: 8ª
Grenchen 2023 - Inseguimento a squadre: 3ª
Grenchen 2023 - Corsa a punti: 14ª
Apeldoorn 2024 - Inseguimento a squadre: 3ª
Heusden-Zolder 2025 - Inseguimento a squadre: 2ª